# طرفية افتراضية
الطرفية الافتراضية ( بالإنجليزية Virtual terminal) هو تطبيق في نظام التشغيل يقوم بالتالي :
1. يتيح للطرفيات المضيفة ضمن شبكة متعددة المستخدمين بالتفاعل مع الاستضافات الأخرى وذلك بغض النظر عن نوع الطرفية ومميزاتها.
2. يتيح الولوج (تسجيل الدخول) عن بعد عن طريق تطبيقات إدارة الشبكة المحلية وذلك لهدف الإدارة.
3. يتيح للمستخدمين الوصول للمعلومات من خلال معالج استضافة أخرى وذلك لعمليات النسخ وتبادل البيانات.
4. ميزة النسخ الاحتياطي للخوادم (السيرفرات)

يمكن دراسة بوتي كمثال عن الطرفيات الافتراضية

## الطرفيات الافتراضية لمعالجة البطاقات الإئتمانية
يُستخدم هذا المصطلح أيضاً للإشارة لواجهات الوب والتي تعالج (أو تتعامل مع) البطاقات الإئتمانية ، وليس للدفع أو النقل المباشر.